# Juan Domingo Mendez de Haro y Fernández de Córdoba

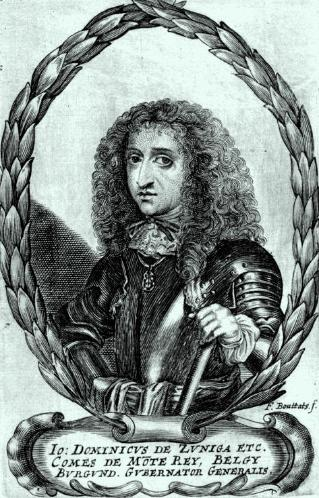
Juan Domingo de Zúñiga y Fonseca door Frederik Bouttats

Juan Domingo Méndez de Haro y Fernández de Córdoba (Madrid, 25 november 1640 – Madrid, 2 februari 1716) was een Spaans edelman en militaire en politieke figuur. Hij was de zoon van Don Luis Méndez de Haro, zesde markies van Carpio en eerste minister van koning Filips IV van Spanje, en van Doña Catalina Fernández de Córdoba.

## Jeugd in Spanje
In zijn kindertijd en jeugd diende hij als page en kamerdienaar van Filips IV van Spanje. Vanaf 1663 was hij ridder van de Orde van Sint-Jacob van het Zwaard, waarvan hij later de Commandeur van Castilië werd. Hij werd kapitein van de cavalerie en vervolgens veldmeester van een tercio.
Hij trouwde met Doña Inés Francisca de Zúñiga y Fonseca, zesde gravin van Monterrey en de oudste dochter van Don Fernando de Ayala, derde graaf van Ayala. Juan Domingo gebruikte ook de familienamen en titels van zijn vrouw na hun huwelijk.

## Carrière in de Spaanse Nederlanden
In 1667 ging Méndez de Haro naar de Spaanse Nederlanden waar hij kapitein-generaal van de Cavalerie werd in 1669. In 1670 werd hij benoemd tot landvoogd van de Habsburgse Nederlanden en kapitein-generaal in de afwezigheid van Juan II van Oostenrijk.
Toen er in 1671 oorlog dreigde tussen Frankrijk en Nederland ging Spanje een alliantie aan met Nederland en Méndez de Haro werd Spaans opperbevelhebber in het Noorden. Hij organiseerde de verdediging en versterkte de Spaanse forten langs de Franse grens. Dit kon niet beletten dat Spanje en haar verdedigingsmaatregelen enkel een kleine rol speelden in de Frans-Nederlandse Oorlog (1672-1678).

## Verdere carrière in Spanje
Hij werd teruggeroepen naar Spanje op 8 februari 1675. Hij werd benoemd tot onderkoning van Catalonië op 25 mei 1677. Hier werd hij geconfronteerd met een Franse invasie. In 1678 keerde hij terug naar Madrid, waar hij voorzitter werd van de Consejo de Flandes, het orgaan opgericht door de Spaanse vorsten om de Habsburgse Nederlanden te regeren. Hij werd in 1693 toegelaten tot de Raad van State.
In 1693 werd hij benoemd tot de Staatsraad van Karel II van Spanje. Na de dood van Karel II in 1700 werd hij lid van de regeringsraad van het koninkrijk tot de aankomst in Spanje van Filips V van Spanje. In 1702 werd hij lid van de raad die de regentes bijstond wanneer de koning in Italië verbleef.
In 1710 bleef hij kinderloos achter na het overlijden van zijn vrouw. Méndez de Haro besloot toen om de rest van zijn leven aan God te wijden en werd een katholiek priester.
- Catàleg d'autoritats de noms i títols de Catalunya: 981058508553006706
- Gemeinsame Normdatei: 130398179
- International Standard Name Identifier: 0000 0001 2011 5639
- Nederlandse Thesaurus van Auteursnamen: 070139199
- Virtual International Authority File: 171184668
- WorldCat: E39PBJkMMy33BvVVfXGvgY6kDq